# José Vicente Gonçalves
José Vicente Martins Gonçalves (Funchal, 26 de Agosto de 1896 — Lisboa, 2 de Agosto de 1985) foi um matemático português.

## Carreira
Licenciou-se em Matemática na Universidade de Coimbra em 1917, tendo-se aí doutorado em 1921, com uma dissertação intitulada Sobre quatro proposições fundamentais da teoria das funções inteiras. Foi professor na Universidade Coimbra até 1942, ano em que se transferiu para a Universidade de Lisboa, leccionando na sua Faculdade de Ciências. Entre 1947 e 1960, ensinou também no Instituto Superior de Ciências Económicas e Financeiras (actualmente Instituto Superior de Economia e Gestão). Fundou em 1950 a Revista da Faculdade de Ciências de Lisboa, 2ª Série, A — Ciências Matemáticas, que dirigiu até 1966, ano em que se jubilou. Foi membro da Academia das Ciências de Lisboa.

### Trabalhos científicos
A sua produção científica estende-se por cerca de uma centena de artigos, a maioria sobre questões de Análise clássica. Deixou também vários importantes trabalhos sobre a História da Matemática em Portugal. A ele se deve em particular a penetrante observação, num trabalho de 1940, da importância dos trabalhos de José Anastácio da Cunha sobre a noção de convergência para séries.

### Livros
Ainda em Coimbra publicou umas Lições de Cálculo e Geometria (1930) e a primeira edição do seu célebre Curso de álgebra superior (1933; 2ª edição: Lisboa, 1945; 3ª edição: Lisboa, 1953). Escreveu também vários textos para o ensino liceal.

## Obras
- Curso de álgebra superior, 1933
- Lições de Cálculo e Geometria, Coimbra — Imprensa da Universidade, 1930
- Compêndio de álgebra: 3º ciclo, Livraria Cruz, 1937
- Aritmética prática e álgebra: para os anos 1º, 2º e 3º do curso dos liceus, Livraria Cruz, 1937
- Compêndio de aritmética: 3º ciclo, Livraria Cruz, 1939